# Friedrich Guimpel
Friedrich Guimpel  (1774 -1839 ) foi um artista e botânico alemão .
Foi professor na  "Academia de Artes em Berlim".

## Algumas publicações
- Willdenow, KL; FG Hayne; F Guimpel. Abbildung der deutschen Holzarten für Forstmänner und Liebhaber der Botanik. 216 gravuras coloridas a mão. 2 vols.: 1: 147 pp.; 2: [149-]-302 pp. Berlin: Schüppel, 1815-1820
- Abbildungen der fremden, in Deutschland ausdauernden Holzarten ( Imágenes e Ilustraciones de diferentes maderas nativas y exóticas. 24 textos de exercícios e 144 ilustrações coloridas, 1819–1830, junto com Friedrich Haynel e Cristoph Friedrich Otto